# Cochon à dent du Vanuatu

Une défense de cochon à dent représentée sur les armoiries du Vanuatu.

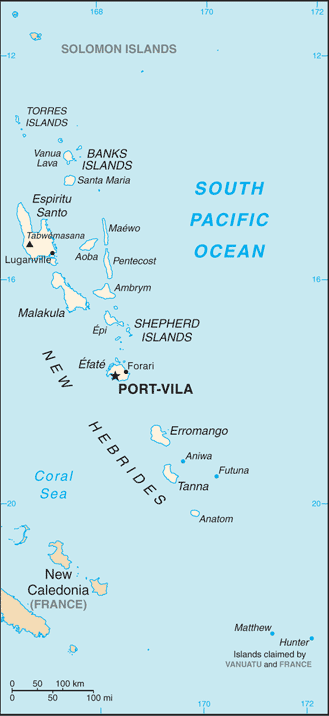
L'élevage du cochon à dent est pratiquée traditionnellement au nord du Vanuatu, à partir de l'île d'Éfaté.

Le cochon à dent du Vanuatu est un porcin que l'on élève avec la finalité de faire artificiellement croître ses défenses inférieures de manière qu'elles décrivent un mouvement hélicoïdal. Cet élevage, pratiqué dans le nord de l'archipel du Vanuatu, en Mélanésie s'effectue en procédant tout d'abord à l'ablation des canines supérieures de porcelets. Ils sont ensuite élevés avec grand soin jusqu'à ce que leurs défenses forment des cercles. Dans le cadre du système de grade qui caractérise la structure des sociétés du nord du Vanuatu, l'importance symbolique de ces animaux est primordiale. Leur sacrifice qui s'effectue lors de cérémonies publiques est l'un des éléments participant de l'économie de don traditionnelle de cette région. Ce trait culturel est représenté sur le drapeau, les armoiries et la monnaie du Vanuatu.

## Élevage
Le porc était, à l'époque pré-coloniale, le seul mammifère de grande taille, avec l'homme, présent en Mélanésie, à l'exception notable de la Nouvelle-Calédonie où il n'est parvenu que durant la colonisation. Ceci explique que dans toute cette région cet animal ait acquis une grande importance matérielle et symbolique, au point que l'on parle en anglais de Melanesian pig complex. Au Vanuatu, l'élevage porcin est pratiqué dans l'ensemble du pays, on y comptait en 1996 70 000 cochons, soit trois bêtes par ménage rural en moyenne. Un débat existe quant à l'origine de la population porcine, longtemps considérée comme appartenant à la sous-espèce Sus scrofa papuensis, elle est depuis les années 1980 plutôt considérée comme un hybride issu du croisement de Sus scrofa et Sus papuensis. Les cochons destinés à l'économie de subsistance sont élevés en semi-liberté. 
En revanche, le cochon à dent est l'objet de tous les soins. Son élevage n'existe que dans le nord de l'archipel. Au sud de l'île d'Efate, la pratique cesse. La finalité de l'opération est rituelle et non alimentaire. Il s'agit d'un processus long et ardu, le taux d'échec étant très important. Il convient tout d'abord de sélectionner un mâle castré âgé de un à deux ans. Dans certaines régions, on prise particulièrement les bêtes hermaphrodites dont le Vanuatu compte la proportion la plus élevée au monde. Le propriétaire, après avoir forcé l'ouverture des mâchoires de l'animal à l'aide d'un bâton, fait sauter les deux canines supérieures avec une pierre. La cavité ainsi créée est emplie d'un mélange de terre meuble et de feuilles afin d'interrompre le saignement. L'espace libéré permet aux défenses d'atteindre une longueur bien plus importante qu'à l'état naturel. Elles forment lentement une spirale. Après s'être recourbées, elles reviennent sur la joue supérieure de l'animal qu'elles transpercent de part en part. Elles continuent ensuite leur rotation en une spirale descendante vers la mâchoire inférieure qu'elles atteignent alors que l'animal a entre sept et dix ans. Il s'agit là d'une étape décisive. En effet, très souvent à ce stade, la dent après avoir développé son premier cercle se heurte à la mâchoire inférieure et s'y enfonce, déchaussant les autres dents. Ceci est susceptible de provoquer la mort de l'animal. Dans l'idéal, la dent doit donc glisser sur la mâchoire inférieure, entamant un second cercle, à l'intérieur du premier. La prouesse absolue consiste au développement d'un troisième cercle, l'animal ayant alors plus de 30 ans. Il semble que ce stade n'ait été que très rarement atteint. Au fil du temps, les éleveurs ont opéré une sélection, choisissant les lignées susceptibles de produire des spécimens aux dents les plus esthétiques. 
Cet élevage constitue un véritable supplice pour la bête qui est sujette à diverses infections et perd la capacité de se nourrir par elle-même. On est obligé de l'alimenter en lui préparant des aliments en bouillie, que les femmes prémâchent parfois, et de les glisser dans sa gueule afin qu'elle les ingurgite. La tradition rapporte des cas de femmes allaitant les cochons ne pouvant manger par eux-mêmes. En raison de ces difficultés, ces animaux sont très efflanqués. L'animal est finalement sacrifié au cours d'une cérémonie rituelle. On le mettait traditionnellement à mort d'un coup de casse-tête entre le groin et la tête, de nos jours l'opération s'effectue plutôt avec le bout non tranchant d'une hache.
Dans les îles du sud, soit principalement Tanna, Erromango et Anatom, l'élevage du cochon à dent est inexistant. Le cochon de prestige est là-bas un animal glabre et bien engraissé. Les habitants de cette région ont tendance à se moquer de leurs voisins du nord qui élèvent des animaux certes pourvu de belles dents, mais en mauvaise condition physique.

## Importance culturelle

### Statut des cochons
Les cochons qui parviennent à atteindre un premier cercle, vers dix ans, sont dotés d'un nom et leur éleveur reconnu dans sa région. Dans les cas extrêmement rares où la bête, vers 30 ans, parvient à atteindre un troisième cercle, elle est vénérée comme un ancêtre vivant, considérée comme trop précieuse pour être tuée. Elle meurt de vieillesse entourée d'affection. Sur l'île de Malekula, et au nord de celle d'Espiritu Santo, on prise particulièrement les bêtes hermaphrodites dont les cercles sont plus petits, mais d'une plus grande perfection. Il arrivait autrefois que les cochons les plus précieux soient élevés dans le nakamal, espace social central du Vanuatu où est consommé le kava, plante aux effets euphorisants.

### Système des grades
Le degré de croissance des dents et leur perfection fixent la valeur rituelle de l'animal. Il existe une classification très détaillée des stades de croissance. On dénombre selon les aires culturelles et linguistiques de 5 à 20 termes pour désigner ces étapes. Cette classification est directement liée à la hiérarchisation des sociétés du nord de l'archipel structurées selon le système des grades. Chaque personne désirant améliorer son rang dans son groupe doit procéder au sacrifice rituel d'un ou plusieurs de ces cochons. Par ce moyen elle fait la preuve de son pouvoir économique et social. Les animaux aux dents les plus développées sont réservés aux personnages les plus prestigieux. Lors de la visite de la reine Élisabeth II dans ce qui était encore à l'époque le condominium des Nouvelles-Hébrides en 1974, une telle dent à deux tours et demi lui a été offerte.

### Économie traditionnelle
L'élevage de cochons cérémoniels, à dent dans le nord du pays, glabres au sud tout comme la production d'ignames géants, des biens rares et prestigieux dont la production demande beaucoup d'efforts, sert à alimenter une économie traditionnelle qui a une fonction sociale. Ce système qualitatif basé sur l'échange se superpose a une production agricole de subsistance quantitative auto-suffisante, peu productive et moins consommatrice de temps. Les cochons à dent permettent de maintenir et d'activer les relations entre individus et entre groupes. En effet, dans le cadre des grandes cérémonies sacrificielles, l'homme désirant acquérir un nouveau grade est forcé de faire appel à l'ensemble de ses relations pour acquérir les bêtes nécessaires au déroulement du rituel. Cela n'est possible que dans la mesure où ses partenaires sociaux ont la certitude qu'il assurera la réciprocité lorsque la nécessité s'en fera sentir. Ce type de production n'a donc pas pour finalité la thésaurisation mais le don. Le système est rendu possible par un jeu de dettes et de contre dettes qui sous-tendent l'ensemble des échanges. Le gagnant est celui qui parvient en faisant circuler les biens rituels à monter dans la hiérarchie sociale.

### Réinvention de la coutume

À l'indépendance du pays en 1980, on a fait figurer sur le drapeau du Vanuatu une défense de sanglier, un symbole susceptible de représenter une population éclatée culturellement.

La place des cochons à dent dans la vie rituelle des Ni-Vanuatu et son poids dans l'économie traditionnelle ont particulièrement choqué les missionnaires presbytériens qui ont eu un rôle prépondérant dans l'évangélisation de l'archipel au XIXe siècle et au début du XXe siècle. Pour ces pasteurs qui attachaient une grande importance à la sobriété l'élevage de ces animaux constituait un gaspillage et une perte de temps empêchant les indigènes d'améliorer leur condition. Une prise de position partagée par les témoins de Jéhovah et les adventistes du septième jour qui ont voulu supprimer ce qu'ils voyaient comme un élément païen des coutumes indigènes. Les missionnaires anglicans et catholiques, adoptant une approche plus syncrétique, étaient moins hostiles à ce symbole.
Malgré l'évangélisation, l'élevage du cochon à dent a maintenu sa centralité symbolique. Les défenses ne s'échangent plus uniquement contre les autres items cérémoniels de l'île, taros et ignames rituels, nattes, monnaie de coquillages, mais aussi contre de l'argent. À titre d'exemple, en 1972, un cochon possédant des dents d'un tour et demi était coté sur l'île d'Ambae entre 160 et 200 dollars australiens, soit quatre fois la valeur d'un jeune bœuf.
À l'approche de l'indépendance, le cochon à dent apparait comme un symbole susceptible de transcender les clivages régionaux de groupes humains fortement atomisés. On compte en effet en 1978, 105 langues pour 112 596 habitants. Le père Walter Lini, leader du Vanua'aku Pati qui deviendra premier ministre du Vanuatu à l'indépendance, promeut le socialisme mélanésien qu'il définit comme un ensemble de valeurs basées sur le christianisme progressiste et la coutume, kastom en bichelamar. Il n'existe cependant pas de coutume nationale au Vanuatu, chaque groupe ayant ses propres pratiques. Le cochon à dent présent dans les rituels d'une grande partie de l'archipel parait dans ces conditions à même de représenter un symbole unificateur. Jimmy Stevens, fondateur du mouvement revivaliste Nagriamel à Santo qui menace dès sa création l'unité du Vanuatu réinterprète aussi la coutume à des fins politiques. En 1976, afin de mettre fin au conflit entre francophones catholiques et anglophones presbytériens de Santo, il organise une cérémonie rituelle au cours de laquelle les deux représentants locaux français et anglais du Condominium sont invités à abattre un cochon à dent hermaphrodite. Lui-même s'impose parmi les groupes de l'île au travers du sacrifice répété de cochons. Emprisonné en 1981 pour sécessionnisme, Lini n'accepte sa libération dix ans plus tard qu'à la condition qu'il fournisse vingt cochons à dent.
À l'indépendance, le Vanuaaku Pati choisit de faire figurer les défenses sur les principaux symboles de l'État, le drapeau, les armoiries et la monnaie, le vatu. La bière nationale est baptisée Tuskers, de l'anglais tusk, « défense ». L'aéroport international Santo-Pekoa, le second du pays, est orné d'une défense géante.
Lors de la cérémonie d'ouverture du festival coutumier national de 1991, le président Fred Timakata, un pasteur presbytérien, a lui-même procédé à l'abattage d'un porc, un évènement qui illustre l'inflexion des églises par rapport à la coutume. Lors des élections législatives de 1991, la campagne se traduit par des hécatombes de cochons à dent, un moyen de gagner le vote des électeurs. Ces sacrifices peuvent aussi servir de moyen de médiation entre les autorités et les groupes locaux. Ainsi en 1995, le gouvernement se contente d'organiser une cérémonie sacrificielle avec un chef local en vue de sceller un accord pour la finalisation d'un projet hydroélectrique sur l'île de Malekula.
La Tari Bunia Bank, un établissement bancaire local disposant de 14 succursales sur l'île de Pentecôte, accepte les dépôts de défenses de cochon qui peuvent être convertis en livatu, monnaie qui a uniquement cours sur l'île. Ce système bancaire local intègre ainsi sous une forme moderne la fonction traditionnelle de ces objets dans l'économie locale.

### Art

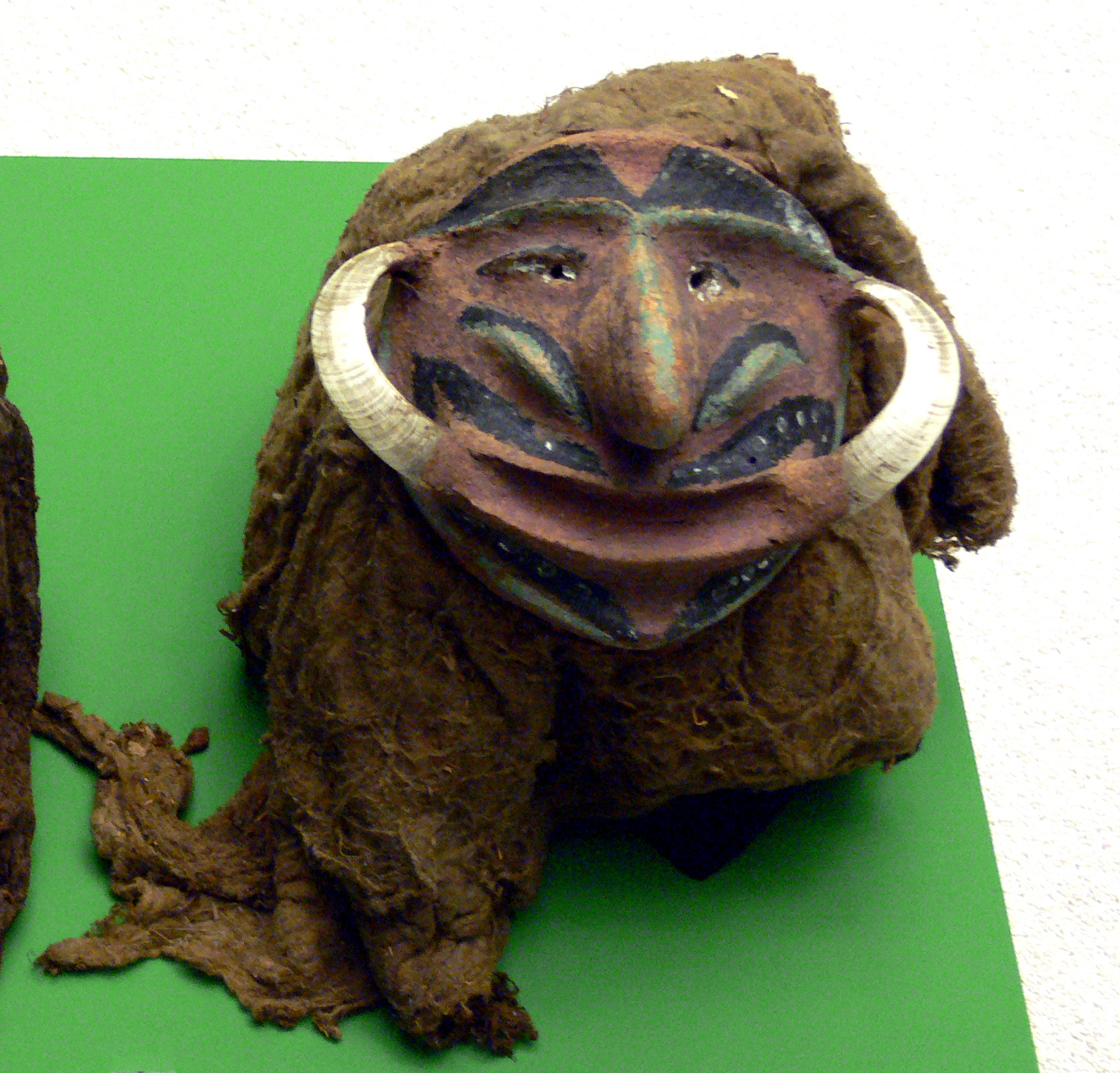
Masque de l'île de Malekula intégrant des défenses de cochon incurvées. Musée ethnologique de Berlin.

On retrouve assez peu d'effigies de cochons à dent. À noter toutefois des bols à kava utilisés dans le cadre de cérémonies coutumières par des chefs au nord-est de Malekula et à l'ouest d'Ambae. Il existe en revanche de nombreuses représentation de mâchoires surmontées de dents incurvées. Tant sous forme de dessin que de poterie. Certains objets utilisés dans le cadre des cérémonies de passage de grade comportent aussi ce type de représentation. Les défenses sont elles-mêmes intégrées dans des objets d'art, servant par exemple à façonner les mains des rambaramp, mannequins funéraires, ou figurant dans la structure des masques et crânes humains ornés. Elles sont aussi portées à l'état brut comme ornement par les Ni-Vanuatu qui en revêtent aussi leurs statues. Les masses servant à sacrifier les cochons sont aussi des objets finement ouvragés.

## Filmographie
- Vanuatu, les îles aux cochons : Le dieu cochon, de Mona Lisa Production (prod.) et de Jean-Pierre  Rivalain (réal.), 2007